# Huizache Laja
Huizache Laja är en ort i Mexiko.   Den ligger i kommunen Tantoyuca och delstaten Veracruz, i den sydöstra delen av landet, 240 km norr om huvudstaden Mexico City. Huizache Laja ligger 86 meter över havet och antalet invånare är 158.
Terrängen runt Huizache Laja är platt, och sluttar västerut. Runt Huizache Laja är det ganska tätbefolkat, med 72 invånare per kvadratkilometer. Närmaste större samhälle är Tantoyuca, 12,7 km sydost om Huizache Laja. Trakten runt Huizache Laja består till största delen av jordbruksmark.